# Бодремон
Бодремон (фр. Baudrémont) насеље је и општина у североисточној Француској у региону Лорена, у департману Меза која припада префектури Комерси.
По подацима из 2011. године у општини је живело 54 становника, а густина насељености је износила 7,93 становника/km². Општина се простире на површини од 6,81 km². Налази се на средњој надморској висини од 273 метара (максималној 352 m, а минималној 268 m).

## Демографија
| 1962. | 1968. | 1975. | 1982. | 1990. | 1999. | 2011. |
| ----- | ----- | ----- | ----- | ----- | ----- | ----- |
| 33    | 54    | 56    | 50    | 48    | 50    | 54    |

График промене броја становника у току последњих година